# Utsjoki
Utsjoki (Noord-Samisch: Ohcejohka) is een gemeente in het Finse landschap Lapland. De gemeente heeft een totale oppervlakte van 5.146,08 km² en telt 1.180 inwoners (2022). 

## Geografie
Het is de meest noordelijk gelegen gemeente van Finland en daarmee van de Europese Unie.

## Bevolking
Op 31 december 2020 telde de gemeente Utsjoki 1.219 inwoners. Dit waren 78 personen minder dan de 1.297 inwoners bij de schatting census van 2011. De gemiddelde jaarlijkse groei in die periode komt daarmee uit op -0,62%, hetgeen lager is dan het landelijk jaarlijks gemiddelde over deze periode (0,29%).
Utsjoki is de enige Finse gemeente met een Samische meerderheid. In 2020 sprak 53,5% van de bevolking het Fins als moedertaal, terwijl  41,9% het Samisch sprak.
Het aandeel van de bevolking tussen 0 en 14 jaar was 15,6%, tussen 15 en 64 jaar 53,5% en ten slotte was 30,9% van de bevolking 65 jaar en ouder.